# Tada-kun wa koi o shinai
Tada-kun wa koi o shinai (多田くんは恋をしない? lett. "Tada non si innamora") è una serie televisiva anime prodotta da Doga Kobo, trasmessa in Giappone dal 5 aprile al 28 giugno 2018.

## Personaggi
Mitsuyoshi Tada (多田 光良?, Tada Mitsuyoshi)
Doppiato da: Yūichi Nakamura
Teresa Wagner (テレサ・ワーグナー?, Teresa Wāgunā)
Doppiata da: Manaka Iwami
Kaoru Ijūin (伊集院 薫?, Ijūin Kaoru)
Doppiato da: Mamoru Miyano
Alexandra Magritte (アレクサンドラ・マグリット?, Arekusandora Maguritto)
Doppiata da: Shino Shimoji
Hajime Suzamoto (杉本 一?, Suzamoto Hajime)
Doppiato da: Yūichirō Umehara
Hinako Hasegawa (長谷川 日向子?, Hasegawa Hinako)
Doppiata da: Shizuka Ishigami
Gentarō Yamashita (山下 研太郎?, Yamashita Gentarō)
Doppiato da: Hiro Shimono
Yui Tada (多田 ゆい?, Tada Yui)
Doppiata da: Inori Minase

## Produzione
Il progetto televisivo anime originale, diretto da Mitsue Yamazaki e prodotto da Doga Kobo, è andato in onda dal 5 aprile al 28 giugno 2018. La composizione della serie è stata affidata a Yoshiko Nakamura, mentre la colonna sonora è stata composta da Yukari Hashimoto. Le sigle di apertura e chiusura sono rispettivamente Otomodachi film (オトモダチフィルム?, Otomodachi firumu) di Masayoshi Ōishi e Love Song (ラブソング?, Rabu Songu) di Manaka Iwami. In varie parti del mondo gli episodi sono stati trasmessi in streaming in simulcast da Sentai Filmworks.

### Episodi
| Nº | Titolo italiano (traduzione letterale) Giapponese 「Kanji」 - Rōmaji                            | In onda        | In onda |
| Nº | Titolo italiano (traduzione letterale) Giapponese 「Kanji」 - Rōmaji                            | Giapponese     |         |
| 1  | Non posso mica lasciarti sola 「ほっとけないだろ」 - Hottokenai daro                            | 5 aprile 2018  |         |
| 2  | Beh, non si sbaglia 「まぁ、間違っちゃいない」 - Maa, machigatchainai                           | 12 aprile 2018 |         |
| 3  | Ti piace proprio, vero? 「それ、好きだなあ」 - Sore, suki danaa                                 | 19 aprile 2018 |         |
| 4  | Facciamo finta di non aver visto nulla… 「見なかったことにしよう……」 - Minakatta koto ni shiyō… | 26 aprile 2018 |         |
| 5  | Va tutto bene. Non esistono 「大丈夫だ。いないから」 - Daijōbu da. Inai kara                    | 3 maggio 2018  |         |
| 6  | Non sono un portatore di pioggia 「雨男、じゃないぞ」 - Ameotoko, janai zo                      | 10 maggio 2018 |         |
| 7  | È meglio che piangere, no? 「泣かれるよりはいいだろ」 - Nakareru yori wa ii daro                | 17 maggio 2018 |         |
| 8  | Eri una portatrice di pioggia? 「雨女だったっけ？」 - Ameonna datta kke?                        | 24 maggio 2018 |         |
| 9  | Ora non ce l'ho più… 「今は、もう、ない……」 - Ima wa, mō, nai…                                  | 31 maggio 2018 |         |
| 10 | Non è quello vero 「本物、じゃないよな」 - Honmono, janai yo na                                 | 7 giugno 2018  |         |
| 11 | Niente di particolare 「特には何も」 - Toku ni wa nani mo                                       | 14 giugno 2018 |         |
| 12 | Ti ho colto di sorpresa, scusa 「……突然、ごめん」 - Totsuzen, gomen                             | 21 giugno 2018 |         |
| 13 | Anche io non lo dimenticherò mai 「俺も、一生、忘れない」 - Ore mo, isshō, wasurenai            | 28 giugno 2018 |         |